# Sławociech (książę czeski)
Sławociech (łac. Sclavitago, czes. Slavitah; zm. po 857) – czeski książę.
Był synem księcia Wiztracha, którego główny gród część badaczy identyfikuje z Vitoradzem (obecna Weitra). Sławociech wygnał swojego brata, który znalazł schronienie u Cześcibora, księcia Serbów.
W 857 roku przeciwko Sławociechowi ruszyła wyprawa frankijska na czele z Otgarem biskupem Eichstädt, pfalcgrafem Ruodoldtem oraz Ernestem synem margrabiego Ernesta. Wypędzony przez Franków Sławociech musiał ratować się ucieczką na dwór Rościsława, księcia morawskiego.
Następcą Sławociecha został jego poprzednio wypędzony brat, osadzony przez Franków na ojcowskim grodzie.